# Аверчук, Степан Иванович
Степан Иванович Аверчук (27 декабря 1915, Тывровский район — 7 сентября 1981, Москва) — советский военачальник, вице-адмирал (07.05.1960).

## Биография
Родился 27 декабря 1915 г. в с. Гришевцы Тывровской волости Винницкого уезда Подольской губернии Российской империи в семье украинского крестьянина. Работал в колхозе.
С 5 февраля 1937 года в ВМФ, учился на кусах командного состава политуправления Черноморского флота. Окончил курсы младших политруков при политуправлении Черноморского флота (1939). Член ВКП(б) с 1939 года.
С мая 1939 г. политрук на линкоре «Парижская коммуна». С февраля 1940 г. помощник начальника отдела политпропаганды и помощник начальника политотдела по комсомольской работе охраны водного района Главной ВМБ ЧФ.
Великая Отечественная война
В Великую Отечественную войну вступил в прежней должности. С мая 1942 г. старший инструктор политотдела бригады траления и заграждения Черноморского флота. Из наградного листа (1942): «Беспредельно предан партии Ленина-Сталина и Социалистической Родине. Свою преданность неоднократно доказал как в мирный период, так и за время отечественной войны. Политически подготовлен, имеет большой опыт комсомольской и партийной работы… Своим мужеством, находясь на кораблях, воодушевляет бойцов, командиров на выполнение боевых приказов командования. Дважды участвовал на боевых кораблях в дозорах и один раз в поисках подводных лодок противника, один раз на боевом тралении мин, дважды участвовал в сопровождении судов. Участвовал в Феодосийской операции, где своим личным примером, организуя вокруг себя комсомольцев и личный состав корабля, увлекал их на смелую и самоотверженную борьбу с противником. В момент третьего наступления немецко-румынских войск на Севастополь невзирая на артобстрел противника и бомбовые удары, был на ответственных участках работы по защите Севастополя. Находясь в частях, оказывает помощь комиссарам кораблей, парторганизациям… После приказа об оставлении нашими частями Севастополя и эвакуации бойцов и командиров, он последним из работников политотдела отходил на катере № 021. В пути катер подвергается массовому налёту самолётов противника. Воодушевляя бойцов и командиров на борьбу со штормом, самолётами противника, энергично помогает командованию в борьбе за живучесть корабля, спасает людей, находящихся на борту катера. Катер получает прямое попадание бомбы в носовую часть. Убит командир катера и несколько бойцов. Товарищ Аверчук предлагает принять командование старшему морскому командиру, находящемуся на борту. Последний отказывается. Товарищ Аверчук продолжает борьбу за сохранение оставшихся людей в незатонувшей кормовой части. В течение 6 часов 30 минут люди в воде продолжают бороться со стихией и противником. Из этой неравной борьбы, оставшиеся в живых, выходят победителями. Вместе с бойцами товарищ Аверчук в обмундировании идёт к подошедшему катеру № 023. Преодолевая трудности, он сохраняет часть документов политотдела и свой личный пистолет „ТТ“. В этой сложной обстановке товарищ Аверчук вел себя мужественно и самоотверженно, пока силы не покинули его. С высокой температурой он был доставлен в госпиталь». В связи с введением в Вооружённых силах СССР в октябре 1942 г. единоначалия в и отменой института военных комиссаров переаттестован в капитан-лейтенанта. С апреля 1944 г. заместитель начальника политотдела охраны водного района Севастопольской ВМБ Черноморского флота. С апреля 1945 г. заместитель начальника политотдела 1-й бригады траления Дунайской военной флотилии. Из наградного листа (1945): «За период службы принимал активное участие в боевом тралении р. Дунай. Умелой организацией политической работы по обеспечению боевых операций, личным примером стойкости и мужества и большевистским словом агитатора вдохновлял личный состав тральщиков на боевые подвиги». Войну закончил в звании капитана 3 ранга.
Послевоенная служба
С апреля по октябрь 1946 г. начальник политотдела 2-й бригады речных кораблей Дунайской военной флотилии. С октября 1946 г. по ноябрь 1947 г. проходил обучение на Высших военно-политических курсах ВМС, после которых закончил военно-морской факультет Военно-политической академии им. В. И. Ленина. С июля 1950 г. инспектор восточного направления, а с июня 1951 г. инспектор группы инспекторов по надводным и подводным кораблям Управления по проверке политорганов ГПУ ВМС. С октября 1951 г. работал в аппарате ЦК КПСС инспектором, заместителем заведующего сектором отдела административных органов, оставаясь в кадрах Вооружённых сил СССР. С ноября 1956 г. Член Военного совета, а с сентября 1957 г. одновременно начальник политуправления Северного флота. С августа 1961 г. старший инспектор по военно-морским учебным заведениям и начуно-исследовательским институтам Управления политорганов ВМФ ГПУ СА и ВМФ. С мая 1967 г. начальник политотдела Главного штаба и управлений ГК ВМФ — заместитель по политчасти начальника Главного штаба ВМФ. С августа 1976 г. находился в распоряжении главнокомандующего ВМФ СССР. Из аттестации (1976): «Вице-адмирал С. И. Аверчук — всесторонне подготовленный, опытный и авторитетны й политработник. К выполнению служебного и партийного долга относится с большой ответственностью. Обладает высокими организаторскими способностями. Руководимый им политотдел работает целеустремленно, слаженно и оперативно; своевременно выдвигает важные проблемы партийно-политической работы; принимает действенные меры по повышению ответственности и улучшению стиля работы коммунистов центрального аппарата ВМФ. Товарищ С. И. Аверчук умело строит работу по воспитанию руководящего состава, активно участвует в подборе, расстановке и выдвижению кадров. Хорошо знает обстановку в коллективах управлений и отделов. Систематически лично работает в парткомах, первичных партийных организациях, обучает партийный актив и оказывает ему практическую помощь в мобилизации коммунистов и комсомольцев на выполнение решений партии».
С января 1977 года в отставке по болезни. Скончался 7 сентября 1981 года в Москве. Похоронен на Донском кладбище.

## Воинские звания
Старший политрук
Капитан-лейтенант — 1942
Капитан 3 ранга — 1945
Капитан 2 ранга
Капитан 1 ранга
Контр-адмирал — 19.11.1956
Вице-адмирал — 07.05.1960

## Награды
- Орден Отечественной войны I степени (1944)[2];
- Орден Отечественной войны II степени (1946)[3];
- Орден Трудового Красного Знамени (1967);
- Орден Трудового Красного Знамени (1973);
- Орден Красной Звезды (1942)[4];
- Орден Красной Звезды (1946);
- Медаль «За оборону Кавказа»;
- Медаль «За оборону Севастополя»[5];
- Медаль «За боевые заслуги»;
- Медаль «За победу над Германией в Великой Отечественной войне 1941—1945 гг.»;
- Орден Тудора Владимиреску II ст. (Румыния,1974);
- Медаль «За укрепление дружбы по оружию» I степени — золото;[6]
- Медаль «30 лет освобождения Чехословакии Советской Армией» (1974).[6]

## Сочинения
- Ленинский стиль в работе командиров и политработников — важнейшее условие повышения боевой готовности флота// Мор. сб. 1959. № 3. С. 12-25;
- Политорганы и забота о быте советских воинов// Тыл и снабжение СА. 1959. № 2. С. 41-47;
- Героев воспитала коммунистическая партия// Мор. сб. 1970. № 5. С. 13-17;
- Внутрипартийная демократия — основа активности коммунистов армии и флота// КВС. 1962. № 18. С. 40-48;
- Слово о корабельных политруках / / Мор. сб. 1975. № 7. С. 68-70.